# Ian Irvine

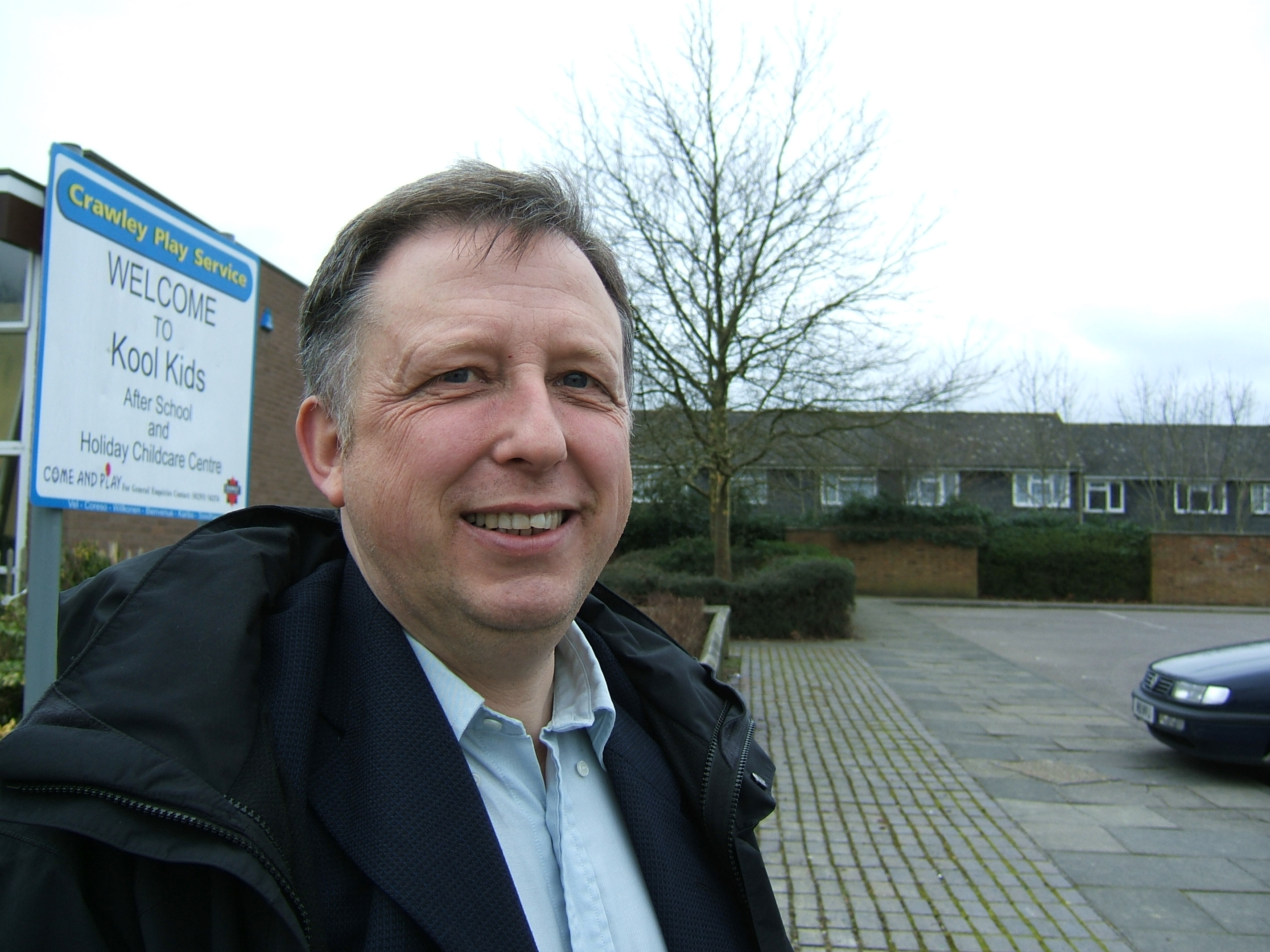
Ian Irvine

Ian Irvine (1950) is een Australisch schrijver van fantasy en eco-thrillers. Hij is tevens een zeewetenschapper. Tot dusver heeft Irvine zevenentwintig romans geschreven, waaronder voor volwassenen en kinderen. Zijn boeken zijn in verschillende landen vertaald.

## Carrière
Irvine werd geboren in Bathurst, New South Wales in Australië. Hij studeerde aan de Chevalier College en aan de Universiteit van Sydney, waar hij zijn PhD verdiende in zeewetenschappen.
Irvine begon in 1986 zijn eigen milieu-consulting bedrijf en werkte onder andere samen met landen als Australië, Singapore, Filipijnen, Zuid-Korea, Bali en Fiji.
In 1987 begon Irvine aan het eerste boek in de serie The View from the Mirror, hoewel hij nog steeds fulltime bleef werken. In 1998 werd het boek gepubliceerd en sindsdien is Irvine een fulltime schrijver, hoewel hij af en toe nog steeds betrokken is in de milieu-consulting sector.
Irvine is getrouwd en heeft vier kinderen. Hij woont in de bergen ten noorden van New South Wales.

### The Three Worlds Cycle
The View from a Mirror Quartet
- 1998 - A Shadow on the Glass
- 1998 - The Tower on the Rift
- 1999 - Dark is the Moon
- 1999 - The Way Between the Worlds

The Well of Echoes Quartet
- 2001 - Geomancer
- 2002 - Tetrarch
- 2003 - Scrutator
- 2004 - Chimaera

The Song of the Tears-trilogie
- 2006 - Torments of the Traitor
- 2007 - The Curse of the Chosen
- 2008 - The Destiny of the Dead

### The Human Rites Trilogie
- 2006 - Runcible Jones: The Gate to Nowhere
- 2007 - Runcible Jones: The Buried City
- 2008 - Runcible Jones: The Frozen Compass
- 2010 - Runcible Jones: The Backwards Hourglass

### The Sorcerer's Tower Quartet
- 2008 - Thorn Castle
- 2008 - Giant's Lair
- 2008 - Black Crypt
- 2008 - Wizardry Crag

### The Grim and Grimmer Quartet
- 2010 - The Headless Highwayman
- 2010 - The Grasping Goblin
- 2011 - The Desperate Dwarf
- 2011 - The Conspicuos Queen

## Interviews
- Interview met Ian Irvine op Wotmania
- Interview met Ian Irvine op SFFWorld